# Török Zoltán (geológus)
Török Zoltán (Marosvásárhely, 1893. november 23. – Kolozsvár, 1963. április 12.) erdélyi magyar geológus, földrajztudós, egyetemi tanár. Felesége Karácsony Emmy.

## Életútja
Középiskolai tanulmányait Marosvásárhelyen végezte, majd a kolozsvári egyetemen tanult tovább, ahol Szádeczky-Kardoss Gyula professzor hatására bontakozott ki érdeklődése a geológia iránt. Professzora életéről és munkásságáról később a Földrajzi Közleményekben (1962/4) közölt tanulmányt. Diplomájának megszerzése után gyakornoknak nevezték ki a földtani tanszékre. Az első világháborúban az olasz frontra került, ahonnan 1919-ben tért haza, rövid ideig újra az egyetemen dolgozott, de a magyar egyetem megszüntetésekor elvesztette állását. 1919-től Déván, később Segesváron középiskolai tanár. Tudományos munkásságát ebben az időben a bukaresti Földtani Intézet külső munkatársaként a Kelemen-havasokban végezte.
A bécsi döntés után, 1940 őszétől, a kolozsvári román líceum igazgatója 1942-ig, majd a Kolozsvári Gyakorló Gimnáziumban kapott tanári beosztást. Ezekben az években mint a budapesti Földtani Intézet külső munkatársa és a Kolozsvári Egyetem tiszteletbeli tanársegéde folytatta a Kelemen-havasok földtani térképezését. 1945 után a Bolyai Tudományegyetem Természettudományi Karán a földtani tanszék professzorává nevezték ki. Fiatal geológusok sokaságát képezte az igényes és gyakorlati haszonnal járó tudományos kutatási módszerek elsajátítására. 1959-ben, a Bolyai Tudományegyetem megszűnésekor nyugdíjazták.

## Tudományos munkássága
Első tudományos szakdolgozatát (Gödemesterházától keletre, a Leul, Onás és Tárnica hegyek andezitjének leírása) az I. Ferenc József Tudományegyetem Almanachjában közölte 1916-ban. Tudományos munkásságának további eredményeit az Erdélyi Múzeum, Múzeumi Füzetek, Acta Geologica, Földtani Közlöny, Studia Universitatum Babeş et Bolyai, a pozsonyi Geologicke Práce, a moszkvai Izvesztyija Akad. Nauk SZSZSZR Seria Geol., továbbá segesvári iskolájának évkönyvei (Anuarul Liceului Principele Nicolae, 1929 és 1933), a Román Földtani Intézet, ill. a Földtani Bizottság beszámolókötetei (Dări de seamă ale Şedinţelor Institutului Geologic Român. Bukarest, 1930, 1953, 1956), valamint a Magyar Földtani Intézet beszámolói (Budapest, 1942), az EME X. és XII. vándorgyűléseinek Emlékkönyvei (Kolozsvár, 1930; Kolozsvár, 1935), a Szádeczky-Kardoss Gyula Emlékkönyv (Kolozsvár, 1938) és a Bolyai Tudományegyetem 1945–1955. c. jubileumi kötet (Kolozsvár, 1956) közölte.

## Önállóan vagy különnyomatban megjelent munkái
- Adatok a Nagyküküllő megyei neogén ismeretéhez (Kolozsvár, 1931)
- Coralii arhitecţi ai stîncilor calcaroase (1933)
- Cercetări geologice în judeţul Târnava Mare (1933)
- Geomorfológiai tanulmányok Segesvár vidékéről (Kolozsvár, 1939)
- Munţii Căliman (Bukarest, 1963)

## Egyetemi jegyzete
- Kontinensek természeti földrajza. I–II. (Kolozsvár, 1959)